# Mausoleu de Miralpeix
El mausoleu romà de Miralpeix és un mausoleu romà, situat originalment prop de l'Ebre, en una zona on també hi ha restes d'una vil·la romana i una necròpolis. Fou traslladat al nucli urbà de Casp per evitar la inundació per la construcció de l'embassament de Mequinensa.
De la construcció original només se'n conserven les parets laterals, la volta i part del mur del fons. Té una altura de 7,5 metres i per la seva tipologia s'ha datat entre mitjan segle ii i principis del segle iii.